# بار همجنس‌گرایان

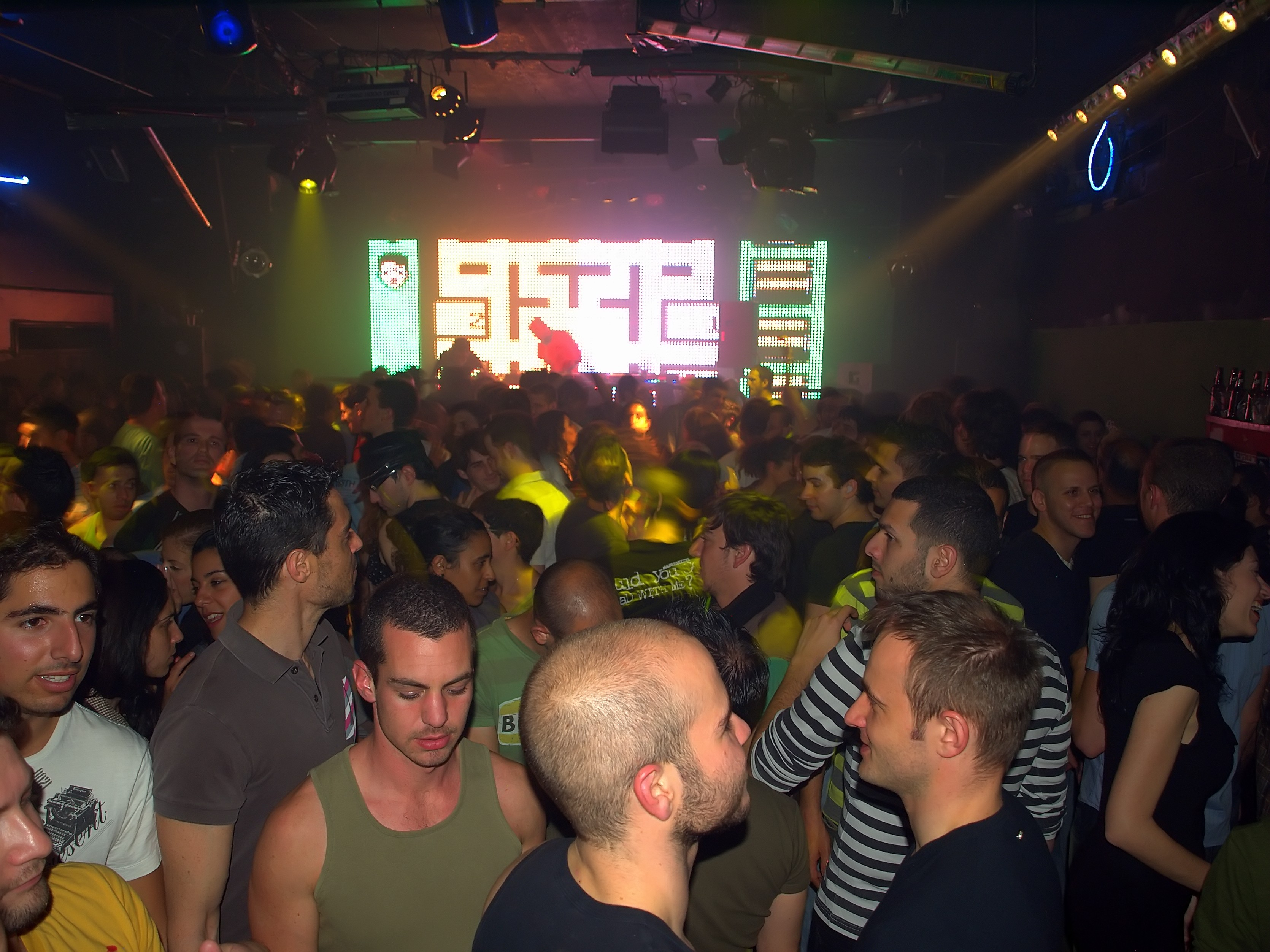
نمای داخلی بار همجنس‌گرایانی در تل‌آویو

بار همجنس‌گرایان باری است که بیشتر مشتری‌های آن دگرباشان می‌باشند. اگرچه معمولاً در اینگونه بارها ورود برای عموم آزاد است، اما بارهای همجنس‌گرایانی نیز وجود دارند که تنها مختص دگرباشان هستند و در آن‌ها به دگرجنس‌گرایان اجازه ورود داده نمی‌شود. برخی از بارها نیز تنها مختص همجنس‌گرایان مرد یا همجنس‌گرایان زن هستند.
امروزه با وجود گسترش شبکه‌های اجتماعی اینترنتی از میزان اهمیت بارهای همجنس‌گرایان کاسته شده‌است.